# Budapest Film Academy

## Alapítás
A Budapest Film Academy-t Hódi Jenő alapította 2011-ben. Hódi Jenő, a New York-i Columbia Egyetem filmszakának mesterképzésén Milos Forman, Brian De Palma, John Avildsen és Dusan Makavejev osztályában végzett. A diploma megszerzése után hosszú éveken át Amerikában és Nyugat-Európában dolgozott mint író, rendező és producer. 
Magyarországra való visszatértekor rájött arra, hogy Budapesten komoly igény van egy olyan filmakadémia alapítására amelyik a filmkészítést nem csak művészetként, hanem üzleti tevékenységként is tanítja és amely emellett átfogó képzést ad a teljes filmkészítés műveletéről. 
Létrehozta a Budapest Film Academy képzését, amely az ELTE-vel is együttműködik. Ennek keretében a BFA gyakorlati filmkészítő órákat biztosít az ELTE alapfokú szabad bölcsészet filmelmélet és filmtörténet szakirányos és minoros, valamint az ELTE filmtudomány mesterszakos képzéséhez. 
Az akadémiát elvégző diákok olyan európai gondolkodású alkotókká válnak, akik a filmszakma valamennyi területén otthonosan mozognak úgy Európában, mint az Egyesült Államokban. Az akadémia célja továbbá, hogy a diákokkal megismertesse az amerikai „know-how”-t és a hallgatók a nemzetközi filmkészítésben is jártasságot szerezzenek. 

## Partnerintézmények
Eötvös Loránd Tudományegyetem: A képzés az ELTE BTK Filmtudomány Tanszékével együttműködésben működik.
Loyola Marymount Egyetem: A 2016-os őszi szemesztertől a Budapest Film Academy ad kurzusokat a Los Angeles-i Loyola Marymount Egyetem amerikai diákjainak, valamint érkeznek onnan forgatókönyvíró vendégelőadók is.
Az BFA továbbá szorosan együttműködik külföldi felsőoktatási intézményekkel, film- és utómunka stúdiókkal, produkciós felszerelést kölcsönző vállalatokkal, produkciós cégekkel, nemzetközi és magyar forgalmazókkal is.

## Képzés
A gyakorlati oktatást is adó angol és magyar nyelvű nemzetközi programban az alábbi képzési modulok érhetőek el:  
- Rendező
- Forgatókönyvíró – Dramaturg
- Kreatív producer – Gyártásvezető
- Operatőr
- Vágó – hangmérnök
- Filmelemzés a filmkészítő szempontjából [4]

Az akadémia oktatói kara magas szinten képzett egyetemi tanárokból, illetve a filmes szakma jelentős és díjnyertes alkotóiból áll, akik kapcsolataikkal és tudásukkal egyaránt támogatják diákjaikat. A legtehetségesebb hallgatókat komoly szakmai múlttal bíró külföldi és hazai mentorok segítik tanácsaikkal.
Korábbi és jelenlegi oktatók többek között: Szabó István, Hajdu Szabolcs, Kostyál Márk, Pálfy György, Antal Nimród, Karol Hoeffner, Paul Chitlik, David Clawson, Vecsernyés János, Gulyás Buda, Ragályi Elemér, Babos Tamás, B. Marton Frigyes, Hódi Jenő, Alexis Latham, Kamarás Iván, Goda Krisztina, Koltai Róbert, Csányi Sándor, Szervét Tibor, James Chankin, Hábermann Jenő, Muhi András, Kovács Gábor, Sándor Pál, Miskolczi Péter, Gurbán Zsuzsa, Tóth Judit, Mac Ruth, Mozes Gyula, Tom Ernst, Kovács András Bálint, Varró Attila. 